# Boston National Historical Park
Unter der Bezeichnung Boston National Historical Park werden Orte in der Stadt Boston im Bundesstaat Massachusetts der Vereinigten Staaten zusammengefasst, die eine bedeutende Rolle während der Amerikanischen Revolution gespielt haben. Das Konstrukt wurde am 1. Oktober 1974 als National Historical Park eingetragen. Sieben der insgesamt acht zum Park gehörenden Orte sind über den Freedom Trail miteinander verbunden.
Im Gegensatz zum Park befinden sich die meisten der Gebäude selbst nicht im Eigentum des National Park Service (NPS) und werden auch nicht vom NPS verwaltet. Vielmehr wurden mit den jeweiligen Eigentümern zum Zeitpunkt der Einrichtung des Parks Kooperationsvereinbarungen geschlossen. Die Parkverwaltung unterhält Besucherzentren in der Innenstadt, am Boston Naval Shipyard und innerhalb des Bunker Hill Museums in der Nähe des Bunker Hill Monuments. Alle acht Stationen des Parks sind als National Historic Landmark in das National Register of Historic Places eingetragen.
Nach offiziellen Angaben haben im Jahr 2019 mehr als 3,2 Millionen Besucher den Park besichtigt.

## Orte

### Bunker Hill Monument
Das Bunker Hill Monument befindet sich auf dem höchsten Punkt des Breed’s Hill im Stadtteil Charlestown. Es besteht aus einem Obelisken aus Granit und wurde in der Mitte des 19. Jahrhunderts errichtet, um an die Schlacht von Bunker Hill am 17. Juni 1775 zu erinnern. In direkter Nachbarschaft befindet sich auch das zugehörige Bunker Hill Museum.

### Boston Naval Shipyard
Das Boston Naval Shipyard befindet sich am Ufer des Charles River am südlichen Ende von Charlestown. Die Marinewerft wurde bereits während des Amerikanischen Unabhängigkeitskriegs gebaut und diente bis 1975 der United States Navy als Stützpunkt. In diesem Jahr übertrug die Navy das Eigentum an den National Park Service. Heute liegen dort unter anderem die Constitution, das älteste schwimmfähige und noch im Dienst stehende Schiff der Welt, und die Cassin Young, die als Zerstörer im Zweiten Weltkrieg eingesetzt wurde und heute als Museumsschiff dient.

### Dorchester Heights
Zum Park gehört auch Dorchester Heights im Stadtteil South Boston. Dieser Ort spielte eine Schlüsselrolle bei der Beendigung der Belagerung von Boston, da dort General George Washington im März 1776 eine Befestigung errichten ließ, welche die Briten dazu zwang, die Stadt aufzugeben. Zur Erinnerung daran wurde dort im Jahr 1902 ein Denkmal errichtet. Dieser Ort ist der einzige Bestandteil des Parks, der nicht zum Freedom Trail gehört.

### Faneuil Hall
Die Faneuil Hall wurde in den 1740er Jahren errichtet und war Schauplatz wichtiger Ansprachen und Reden zur Unterstützung der Unabhängigkeit. Heute wird die Halle von der Stadt verwaltet, während die Parkverwaltung dort Führungen anbietet.

### Old North Church
Im Kirchturm der 1723 errichteten Kirche Old North Church ließ Paul Revere in der Nacht des 18. April 1775 Laternen anzünden, um vor dem Angriff der Briten zu warnen. Direkt danach fand sein legendärer Mitternachtsritt statt, der zu den Gefechten von Lexington und Concord und schließlich zum Beginn des Unabhängigkeitskriegs führte. Das Gebäude ist heute die älteste noch genutzte Kirche in Boston und gehört zur Episkopalkirche der Vereinigten Staaten von Amerika, die das Bauwerk besitzt und verwaltet.

### Old South Meeting House
Im 1729 fertiggestellten Old South Meeting House fanden vor dem Unabhängigkeitskrieg viele Treffen zu diesem Thema statt. Zu einem davon kamen geschätzt mehr als 5.000 Personen – es war der Vorabend der Boston Tea Party im Dezember 1773. Bis 1877 diente das Gebäude als Kirche und ist heute ein Museum, das von einer gemeinnützigen Organisation betrieben wird.

### Old State House
Das Old State House ist das älteste noch existierende öffentliche Gebäude in Boston. Es wurde 1713 errichtet und diente zuerst der Kolonialregierung und später (bis 1798) auch dem Staat Massachusetts als Dienstgebäude. Direkt vor dem Gebäude liegt der Schauplatz des Massakers von Boston. 1881 wurde das State House von der Bostonian Society erworben, die explizit zu dem Zweck gegründet worden war, es vor dem Abriss zu bewahren. Die Society existiert bis heute und betreibt in dem Gebäude ein Museum.

### Paul Revere House
Das Paul Revere House ist eines der ältesten noch stehenden Gebäude in Boston und wird heute von der Paul Revere Memorial Association verwaltet. Es wurde 1680 errichtet und im Jahr 1770 von Paul Revere erworben, nach dem es heute benannt ist. Es wurde als Museum umgebaut.

## Aufgaben der Parkverwaltung
Der National Park Service ist nicht nur für das Management der Bestandteile des Parks zuständig, sondern betreibt auch Besucherzentren in der Innenstadt, im 1. Stock der Faneuil Hall sowie am Boston Naval Shipyard. Weiterhin werden geführte Touren auf dem Freedom Trail und über die USS Cassin Young angeboten. Führungen über die USS Constitution hingegen werden von der US Navy durchgeführt.